# Tyco Toys
Tyco Toys è stata un'azienda statunitense produttrice di giocattoli e videogiochi fondata nel 1926. Acquisita dalla Mattel, dal 1997 ne è diventata una sua divisione.

## Storia
La Mantua Metal Products era una ditta metallurgica di Woodbury Heights, nel New Jersey, fondata nel 1926 da John Tyler e la sua famiglia. Negli anni trenta la ditta inizia a produrre modellini di treni in scala H0, divenendo una ditta leader nel settore del modellismo ferroviario.
Tra il 1942 e il 1945, la produzione di modellini ferroviari viene sospesa, poiché la ditta si concentra nella produzione di equipaggiamento di precisione di misurazione e mappatura per l'esercito e la Marina statunitense durante la Seconda Guerra Mondiale, ottenendo l'Army-Navy ‘E’ Award per l'eccellenza nella produzione nel 1945. Dopo la guerra la compagnia torna alla produzione di modellini ferroviari.
Nel 1957 con i kit in scala H0 "ready-to-run" ("pronto a correre"), la compagnia lancia il marchio Tyco (che sta per Tyler Company). Molti modellini in metallo Tyco e Mantua, quali quelli a vapore, sono oggi oggetto da collezione.
Negli anni sessanta, la Tyco sposta la sua produzione dai kit di treni venduti nei negozi di modellismo e aggiunge una line di auto da corsa elettriche da usare nelle apposite piste, anche dette slot car. La produzione di auto da corsa elettriche inizia nel 1963. Come divisione di ciò che diverrà la Sara Lee Corporation, la Tyco continua a crescere.
Dagli anni settanta, la Tyco orienta la sua produzione sul consumo di massa. La compagnia diviene Tyco Industries, nome con cui viene venduta nel 1970 alla Consolidated Foods, in un'era di conglomerato.
Negli anni ottanta la Tyco domina il mercato delle piste da corsa elettriche, producendo anche i primi autotreni elettrici con il nome di US-1 Trucks e una linea di auto telecomandate. La diversificazione della produzione continua nel 1989, quando la Tyco acquisisce la Ideal Toy Company, che detiene il marchio View-Master, il Magna Doodle e la linea di bambole Ideal Nursery. Negli anni novanta la compagnia introduce nuove produzioni come aeroplani, cloni del LEGO e gadget legati alla serie televisiva Sesamo apriti. Nel 1991 ottiene un buon successo la bambola della sirenetta, ispirata al personaggio del film Disney La sirenetta del 1989. La Tyco acquista inoltre la Matchbox, marchio di modellini di automobili, nel 1993. Nel 1995 la Tycho Preschool ottiene la licenza per produrre i giocattoli legati al Children's Television Workshop. Un anno più tardi la Tyco Preschool lancia una nuova linea basata sulla popolare serie televisiva Sesamo apriti. Quando la Tyco viene acquistata dalla Mattel, il 27 marzo 1997, è la terza maggiore compagnia di giocattoli negli Stati Uniti. Il marchio sopravvive come divisione della Mattel con il nome Tyco R/C, mentre la maggior parte della linea legata a Sesamo apriti, la Magna Doodle e il View-Master, vengono trasferiti alla divisione Fisher-Price.
I modellini ferroviari della Tyco sono stati acquistati dalla famiglia Tyler nel 1977, rivivendo sotto il marchio Mantua Industries. La tyco ha terminato la produzione di modellini ferroviari dopo il 1993. Molti dei modellini di treni erano prodotti dalla Mantua e dalla International Hobby Corporation. Nel 2001 la Mantua termina la produzione dei suoi trenini e vende il prodotto alla Model Power Company, che ne continua la produzione di qualche esemplare, compresi i treni a vapore e il marchio Mantua Classics.